# Kim Campbell
Kim Campbell, właśc. Avril Phaedra Douglas Campbell (ur. 10 marca 1947 w Port Alberni w prowincji Kolumbia Brytyjska) – kanadyjska polityk, premier kraju z ramienia Partii Konserwatywnej od 25 czerwca do 4 listopada 1993.

## Życiorys
Kim Campbell ukończyła w 1969 studia licencjackie w dziedzinie politologii na University of British Columbia. Potem kontynuowała edukację w London School of Economics na kierunku sowietologii. W latach 1975–1988 zajmowała stanowiska profesora na University of British Columbia oraz Uniwersytecie Harvarda. Sprawowała także funkcję konsula Kanady w Los Angeles. W 1988 została wybrana do Izby Gmin Parlamentu Kanady. W latach 1989–1990 sprawowała funkcję ministra do spraw Indian, w 1990–1993 ministra sprawiedliwości i od 1993 ministra obrony.
25 czerwca po rezygnacji Briana Mulroneya z przewodniczenia partii, niespodziewanie wygrała wybory partyjne i została pierwszą kobietą sprawującą urząd premiera Kanady.
Głównym zamierzeniem Kim Campell było poprawienie wizerunku Partii Konserwatywnej, nadszarpniętego u schyłku rządów jej poprzednika. Początkowo próby były bardzo udane. Fakt, że Campbell była pierwszą kobietą-premierem oraz jej zdecydowanie i energia, przysporzyły jej popularności. W czasie intensywnej kampanii przedwyborczej zaczęła jednak tracić poparcie. Wynikało to z braku zdolności medialnych i licznych gaf. Jednak najgorsze było publiczne naśmiewanie się z niepełnosprawności swojego oponenta, Jeana Chrétiena, cierpiącego na częściowy paraliż twarzy. W efekcie doszło do bezprecedensowej klęski wyborczej. Partii Konserwatywnej udało się uzyskać zaledwie dwa mandaty w 35. Parlamencie Kanady. Kim Campbell musiała udać się na polityczną emeryturę.
Była dwukrotnie zamężna i dwukrotnie rozwiedziona.